# فهرست قنات‌های شهرستان نائین
جدول زیر بر اساس آمار وزارت جهاد کشاورزیتهیه شده‌است. فهرست زیر قنات‌های شهرستان نائین در استان اصفهان را نشان می‌دهد.
| نام قنات       | موقعیت                        | نزدیک‌ترین روستا | طول قنات (متر) | تعداد میله چاه | عمق مادر چاه | دبی (لیتر بر ثانیه) | سطح زیر کشت (هکتار) |
| -------------- | ----------------------------- | --------------- | -------------- | -------------- | ------------ | ------------------- | ------------------- |
| آخوندو         | بخش مرکزی شهرستان نائین       | آخوندو          | ۰              | ۰              | ۰            | ۰                   | ۰                   |
| ابوالحسن       | بخش مرکزی شهرستان نائین       | ابوالحسن        | ۰              | ۰              | ۰            | ۰                   | ۰                   |
| اقاحساب        | بخش مرکزی شهرستان نائین       | اقاحساب         | ۰              | ۰              | ۰            | ۰                   | ۰                   |
| بهجت‌آباد       | بخش مرکزی شهرستان نائین       | بهجت‌آباد        | ۳۰۰            | ۷              | ۹٫۵          | ۰٫۱۰۰۰۰۰۰۰۱۴۹۰۱۱۶   | ۰٫۵                 |
| بیدچه          | بخش مرکزی شهرستان نائین       | بیدچه           | ۰              | ۰              | ۰            | ۰                   | ۰                   |
| توکلیه         | بخش مرکزی شهرستان نائین       | توکلیه          | ۰              | ۰              | ۰            | ۰                   | ۰                   |
| تیرکچه         | بخش مرکزی شهرستان نائین       | تیرکچه          | ۵۰             | ۵              | ۵            | ۰٫۲۰۰۰۰۰۰۰۲۹۸۰۲۳۲   | ۰                   |
| جزن‌آباد        | بخش مرکزی شهرستان نائین       | جزن‌آباد         | ۰              | ۰              | ۰            | ۰                   | ۰                   |
| جعفرآباد       | بخش مرکزی شهرستان نائین       | جعفرآباد        | ۰              | ۰              | ۰            | ۰                   | ۰                   |
| جلال‌آباد       | بخش مرکزی شهرستان نائین       | جلال‌آباد        | ۰              | ۰              | ۰            | ۰                   | ۰                   |
| جهان‌آباد       | بخش مرکزی شهرستان نائین       | جهان‌آباد        | ۰              | ۰              | ۰            | ۰                   | ۰                   |
| حاجی‌آباد ۱     | بخش مرکزی شهرستان نائین       | حاجی‌آباد        | ۰              | ۰              | ۰            | ۰                   | ۰                   |
| حاجی‌آباد ۲     | بخش مرکزی شهرستان نائین       | حاجی‌آباد        | ۰              | ۰              | ۰            | ۰                   | ۰                   |
| حاجی‌آباد ۳     | بخش مرکزی شهرستان نائین       | حاجی‌آباد        | ۰              | ۰              | ۰            | ۰                   | ۰                   |
| حاجی‌آباد ۴     | بخش مرکزی شهرستان نائین       | لای بهر         | ۰              | ۰              | ۰            | ۰                   | ۰                   |
| حزنی بادام     | بخش مرکزی شهرستان نائین       | حزنی بادام      | ۰              | ۰              | ۰            | ۰                   | ۰                   |
| حسن‌آباد        | بخش مرکزی شهرستان نائین       | حسن‌آباد         | ۰              | ۰              | ۰            | ۰                   | ۰                   |
| حسن‌آباد کوکول  | بخش مرکزی شهرستان نائین       | حسن‌آباد کوکول   | ۰              | ۰              | ۰            | ۰                   | ۰                   |
| حسین‌آباد       | بخش مرکزی شهرستان نائین       | حیدرآباد        | ۰              | ۰              | ۰            | ۰                   | ۰                   |
| حسین‌آباد       | بخش مرکزی شهرستان نائین       | حسین‌آباد        | ۱۱۰            | ۶              | ۴            | ۰٫۲۰۰۰۰۰۰۰۲۹۸۰۲۳۲   | ۰٫۱۰۰۰۰۰۰۰۱۴۹۰۱۱۶   |
| حسین‌آباد       | بخش مرکزی شهرستان نائین       | حسین‌آباد        | ۰              | ۰              | ۰            | ۰                   | ۰                   |
| حسین‌آباد بیدچه | بخش مرکزی شهرستان نائین       | حسین‌آباد        | ۰              | ۰              | ۰            | ۰                   | ۰                   |
| حسین‌آباد عاشق  | بخش مرکزی شهرستان نائین       | حسین‌آباد عاشق   | ۰              | ۰              | ۰            | ۰                   | ۰                   |
| حسین‌آباد ۱     | بخش مرکزی شهرستان نائین       | حسین‌آباد        | ۰              | ۰              | ۰            | ۰                   | ۰                   |
| حسین‌اباد نو    | بخش مرکزی شهرستان نائین       | حسین‌اباد نو     | ۰              | ۰              | ۰            | ۰                   | ۰                   |
| خدنی گل‌آباد    | بخش مرکزی شهرستان نائین       | گل‌آباد          | ۰              | ۰              | ۰            | ۰                   | ۰                   |
| خونی پریکان    | بخش مرکزی شهرستان نائین       | پریکان          | ۰              | ۰              | ۰            | ۰                   | ۰                   |
| دیزرکان        | بخش مرکزی شهرستان نائین       | دیزرکان         | ۶۰۰            | ۳۱             | ۱۲           | ۱۰                  | ۰                   |
| زرده           | بخش مرکزی شهرستان نائین       | زرده            | ۰              | ۰              | ۰            | ۰                   | ۰                   |
| سنگیج          | بخش مرکزی شهرستان نائین       | سنگیج           | ۰              | ۰              | ۰            | ۰                   | ۰                   |
| سیدآباد        | بخش مرکزی شهرستان نائین       | سیدآباد         | ۰              | ۰              | ۰            | ۰                   | ۰                   |
| شبرستان        | بخش مرکزی شهرستان نائین       | شبرستان         | ۰              | ۰              | ۰            | ۰                   | ۰                   |
| شمس‌آباد        | بخش مرکزی شهرستان نائین       | شمس‌آباد         | ۰              | ۰              | ۰            | ۰                   | ۰                   |
| علی‌آباد        | بخش مرکزی شهرستان نائین       | علی‌آباد         | ۰              | ۰              | ۰            | ۰                   | ۰                   |
| علی‌آباد        | بخش مرکزی شهرستان نائین       | علی‌آباد یورکا   | ۰              | ۰              | ۰            | ۰                   | ۰                   |
| عماد           | بخش مرکزی شهرستان نائین       | عماد            | ۰              | ۰              | ۰            | ۰                   | ۰                   |
| فیض‌آباد معدن   | بخش مرکزی شهرستان نائین       | فیض‌آباد معدن    | ۰              | ۰              | ۰            | ۰                   | ۰                   |
| قاسم‌آباد       | بخش مرکزی شهرستان نائین       | قاسم‌آباد        | ۰              | ۰              | ۰            | ۰                   | ۰                   |
| مارچوئیه       | بخش مرکزی شهرستان نائین       | مارچوئیه        | ۷۰۰            | ۱۳             | ۸            | ۰٫۱۰۰۰۰۰۰۰۱۴۹۰۱۱۶   | ۰                   |
| محمدآباد       | بخش مرکزی شهرستان نائین       | محمدآباد        | ۰              | ۰              | ۰            | ۰                   | ۰                   |
| مردان          | بخش مرکزی شهرستان نائین       | مردان           | ۰              | ۰              | ۰            | ۰                   | ۰                   |
| مرغ داکه       | بخش مرکزی شهرستان نائین       | مرغ داکه        | ۰              | ۰              | ۰            | ۰                   | ۰                   |
| مزرعجه باد     | بخش مرکزی شهرستان نائین       | مزرعجه باد      | ۰              | ۰              | ۰            | ۰                   | ۰                   |
| مزرعه نوروز    | بخش مرکزی شهرستان نائین       | مزرعه نوروز     | ۰              | ۰              | ۰            | ۰                   | ۰                   |
| مزرعچه         | بخش مرکزی شهرستان نائین       | مزرعچه          | ۰              | ۰              | ۰            | ۰                   | ۰                   |
| مزرعچه آهنگران | بخش مرکزی شهرستان نائین       | مزرعچه آهنگران  | ۰              | ۰              | ۰            | ۰                   | ۰                   |
| نامعلوم        | بخشی نامعلوم در شهرستان نائین | نامعلوم         | ۰              | ۰              | ۰            | ۰                   | ۰                   |
| ونستان         | بخش مرکزی شهرستان نائین       | ونستان          | ۰              | ۰              | ۰            | ۰                   | ۰                   |
| پریکان         | بخش مرکزی شهرستان نائین       | پریکان          | ۳۵۰            | ۱۸             | ۱۰           | ۰٫۵                 | ۰                   |
| چاه خرسان      | بخش مرکزی شهرستان نائین       | چاه خرسان       | ۰              | ۰              | ۰            | ۰                   | ۰                   |
| چاه مار        | بخش مرکزی شهرستان نائین       | چاه مار         | ۰              | ۰              | ۰            | ۰                   | ۰                   |
| چاه نرم        | بخش مرکزی شهرستان نائین       | چاه نرم         | ۰              | ۰              | ۰            | ۰                   | ۰                   |
| چم             | بخش مرکزی شهرستان نائین       | چم              | ۱۴۰۰           | ۳۳             | ۱۸           | ۲                   | ۱                   |
| چیناری         | بخش مرکزی شهرستان نائین       | چیناری          | ۰              | ۰              | ۰            | ۰                   | ۰                   |
| کرم‌آباد علیا   | بخش مرکزی شهرستان نائین       | کرم‌آباد علیا    | ۰              | ۰              | ۰            | ۰                   | ۰                   |
| کلانیه         | بخش مرکزی شهرستان نائین       | کلانیه          | ۰              | ۰              | ۰            | ۰                   | ۰                   |
| کما آباد       | بخش مرکزی شهرستان نائین       | کما آباد        | ۰              | ۰              | ۰            | ۰                   | ۰                   |
| کهنویه سفلی    | بخش مرکزی شهرستان نائین       | کهنویه سفلی     | ۴۰۰            | ۱۸             | ۱۵           | ۰٫۵                 | ۰٫۱۵۰۰۰۰۰۰۵۹۶۰۴۶۴   |
| کهنویه علیا    | بخش مرکزی شهرستان نائین       | کهنویه علیا     | ۱۰۰۰           | ۳۰             | ۲۵           | ۰٫۵                 | ۰٫۲۰۰۰۰۰۰۰۲۹۸۰۲۳۲   |
| گاله           | بخش مرکزی شهرستان نائین       | گاله            | ۰              | ۰              | ۰            | ۰                   | ۰                   |
| گل چین         | بخش مرکزی شهرستان نائین       | گل چین          | ۰              | ۰              | ۰            | ۰                   | ۰                   |
| گل‌آباد         | بخش مرکزی شهرستان نائین       | گل‌آباد          | ۰              | ۰              | ۰            | ۰                   | ۰                   |
| گنوئیه         | بخش مرکزی شهرستان نائین       | گنوئیه          | ۴۰۰            | ۷              | ۱۴           | ۰٫۵                 | ۰٫۱۵۰۰۰۰۰۰۵۹۶۰۴۶۴   |
| یوریکا         | بخش مرکزی شهرستان نائین       | یوریکا          | ۰              | ۰              | ۰            | ۰                   | ۰                   |